# Sutton cum Lound
Sutton cum Lound, ook Sutton, is een civil parish in het bestuurlijke gebied Bassetlaw, in het Engelse graafschap Nottinghamshire met 673 inwoners.